# 삼안여객
삼안여객(三眼旅客)은 충청남도 천안시의 시내버스 회사이다.

## 역사
1979년 천안 최대의 시내버스 업체였던 천안여객자동차주식회사의 해산 및 분할로 1980년 2월 1일 설립되었다.

## 운행 노선
2020년 8월 기준이다.
| 운행업체 | 보유 노선수 | 면허 대수 | 등록 대수 |
| -------- | ----------- | --------- | --------- |
| 삼안여객 | 159         | 125       | 125       |

## 보유 차종

#### 자일대우버스
- 자일대우 레스타
- 자일대우 NEW BS090
- 자일대우 NEW BS106

#### 현대자동차
- 현대 뉴 카운티
- 현대 카운티 뉴 브리즈
- 현대 그린시티
- 현대 뉴 슈퍼 에어로시티
- 현대 저상 뉴 슈퍼 에어로시티
- 현대 일렉시티
- 현대 스타리아

#### KGM커머셜
- 에디슨모터스 E-화이버드
- KGM 스마트 110